# Catió
Catió est une ville de Guinée-Bissau, capitale de la région de Tombali.